# Никодим (Барановский)
Митрополи́т Никоди́м (укр. митрополит Никодим; в миру Николай Николаевич Барановский, укр. Микола Миколайович Барановський; род. 15 мая 1975, село Гошев, Овручский район, Житомирская область) — архиерей Украинской православной церкви, митрополит Северодонецкий и Старобельский.
Тезоименитство в неделю 3-ю по Пасхе (праведного Никодима).

## Биография
Родился 15 мая 1975 года в селе Гошев Овручского района Житомирской области в семье рабочих.
В 1992 году окончил Гошевский среднюю школу.
4 октября 1995 года назначен на должность помощника заведующего богослужебной практикой в Киевской Духовной Академией и Семинарией.
В 1996 году окончил Киевскую духовную семинарию и поступил в Киевскую духовную академию, которую окончил в 2000 году.
10 декабря 1997 года назначен преподавателем Киевской духовной семинарии.
11 апреля 2000 года проректором Киевской духовной академии, архимандритом Митрофаном (Юрчуком) пострижен в монашество с именем Никодим в честь праведного Никодима.
15 апреля 2000 года епископом Вышгородским Павлом, наместником Свято-Успенской Киево-Печерской Лавры, рукоположён в сан диакона.
27 апреля того же года митрополитом Киевским и всея Украины Владимиром рукоположён в сан пресвитера.
С сентября 2000 года назначен на должность заведующего богослужебной практикой КДАиС.
Ко дню Святой Пасхи 2001 года возведён в достоинство игумена.
С сентября 2001 года назначен на должность помощника инспектора КДАиС.
1 ноября 2001 года на кафедре литургического богословия защитил диссертацию «Происхождение и историческое развитие Божественной Литургии в свете святоотеческое письменности и богословской литературы», получив степень кандидата богословия.
Ко дню Святой Пасхи 2003 года возведён в сан архимандрита.
С 2003 года член календарной комиссии при издательском отделе Киевской митрополии Украинской Православной Церкви.
29 марта 2007 года включён в состав созданной тогда же Литургическо-богослужебной комиссии для написания и редактирования богослужебных текстов служб новопрославленным святым при Священном Синоде Украинской Православной Церкви.
С 6 июля 2007 года — секретарь Белоцерковской епархии и настоятель Спасо-Преображенского кафедрального собора города Белой Церкви.
В январе 2009 года участвовал в работе Поместного собора Русской православной церкви.
23 декабря 2010 года постановлением Священного Синода Украинской Церкви определено быть епископом Рокитнянским, викарием Белоцерковской епархии.
24 декабря того же года в зале заседаний Украинского Синода при предстоятельской резиденции в Свято-Успенской Киево-Печерской Лавре состоялось наречение, а 25 декабря в Трапезном храме Киево-Печерской Лавры за Божественной литургией — архиерейская хиротония. Хиротонию совершили митрополит Киевский и всея Украины Владимир (Сабодан), митрополит Овручский и Коростенский Виссарион (Стретович); архиепископы Белоцерковский и Богуславский Митрофан (Юрчук), Львовский и Галицкий Августин (Маркевич), Сарненский и Полесский Анатолий (Гладкий), Вышгородский Павел (Лебедь), Бориспольский Антоний (Паканич), Переяслав-Хмельницкий Александр (Драбинко); епископы Уманский и Звенигородский Пантелеимон (Бащук), Шепетовский и Славутский Владимир (Мельник), Нежинский и Прилукский Ириней (Семко), Макаровский Иларий (Шишковский), Новокаховский и Генический Иоасаф (Губень) и Васильковский Пантелеимон (Поворознюк).
20 июля 2012 года назначен епископом Ровеньковским, викарием Луганской епархии.
5 января 2013 назначен епископом Северодонецким и Старобельским.
17 августа 2015 года возведён в сан архиепископа.
17 августа 2019 года митрополитом Киевским и всея Украины Онуфрием (Березовским) возведён в сан митрополита.

## Награды
- Орден апостола Иоанна Богослова (2014)[7]
- Орден Преподобного Серафима Саровского III степени (2025)[8]